# Perdita microsticta
Perdita microsticta är en biart som beskrevs av Timberlake 1960. Perdita microsticta ingår i släktet Perdita och familjen grävbin. Inga underarter finns listade i Catalogue of Life.